# Alekseï Abrikossov
Pour les articles homonymes, voir Abrikossov.
Alekseï Abrikossov, né le 25 juin 1928 à Moscou (RSFSR) et mort le 29 mars 2017 à Palo Alto (Californie), est un physicien soviétique puis russe naturalisé américain. Il est colauréat avec Vitaly Ginzburg et Anthony Leggett du prix Nobel de physique de 2003.
Descendant de la famille Abrikossov, il devient physicien en 1948 et démarre une thèse sous la tutelle de Lev Landau, futur prix Nobel de physique. La recherche d'Abrikossov porte sur la diffusion thermique dans les plasmas et ensuite sur la théorie quantique des champs. Il est également à la base de la supraconductivité moderne, à la base de son prix Nobel.
À partir de années 1960, il se spécialise dans les métaux normaux, les semimétaux et les semi-conducteurs. En 1965, avec Lev Gor’kov (en), Igor Dzyaloshinskii (en) et Isaak Khalatnikov, il décide de maintenir l'héritage de Landau, décédé en 1962 et fonde l’institut Landau de physique théorique. Il dirige alors le département sur la théorie des métaux, poste qu'il occupe jusqu'en 1988. Il est alors nommé directeur de l'Institut de physique des hautes pressions de l'Académie des sciences de l'URSS à Troitsk, près de Moscou.
En 1991, l'Union Soviétique s'est effondré et Abrikossov décide de partir vers les États-Unis au laboratoire national d'Argonne, spécialisé dans la physique nucléaire où il reste jusqu'à la fin de sa carrière. Il y étudie la théorie de la matière condensée.
Il est l'auteur de nombreux ouvrages scientifiques de référence et reçoit de nombreux prix (Lénine, Nobel). Il est également conférience dans de nombreuses universités, soviétiques puis mondiales. L'enseignement est une passion qui l'anime durant toute sa carrière professionnelle. 

## Biographie

### Généalogie
Alekseï Alekxeïevitch Abrikossov naît le 25 juin 1928 à Moscou (RSFSR) Il est issu d'une célèbre famille russe, les Abrikossov. Son arrière-grand-père, Alexeï Abrikossov, fonde la société de confiserie Alexeï Ivanovitch Abrikossov et Fils qui devient en 1899 fournisseur officiel de la cour du Tsar Nicolas II. Son père, Aleksei Ivanovich Abrikosov (en), est un pathologiste particulièrement reconnu. Il est vice-président de l'académie des sciences médicales de l'URSS (en) et est notamment le médecin légiste de Lénine. Sa mère, Fani Davidovna Wulf, juive, est anatomiste en chef de l'hôpital du Kremlin.  
Dans son entourage immédiat, on peut citer son oncle, Dmitry Ivanovich Abrikosov, diplomate exilé au Japon, qui œuvra, étant resté fidèle à l'Empire, à aider de nombreux réfugiés à démarer une nouvelle vie en dehors de l'URSS. Sa tante, Anna Ivanovna Abrikosova, est une religieuse convertie au catholicisme et qui sera exilée en Sibérie. Alekseï intercède d'ailleurs, en 1993, auprès du pape Jean-Paul II, en lui écrivant une lettre pour décrire le sort de sa tante. Cette dernière est qualifée par le Saint-Siège de « servante de Dieu » et est sur la voie de la béatification.

### Études
Alekseï est diplômé à 15 ans, en 1943, d'un lycée à Kazan, une ville à l'est de Moscou où sa famille a fui l'invasion nazie. Il entame alors des études à l'institut de génie énergétique de Moscou mais est rapidement transféré à l'Université d'État de Moscou d'où il obtient, à l'âge de  20 ans, une maîtrise en sciences, avec mention, de la Faculté de physique,. Il se dirige alors vers la physique théorique et démare une thèse sous la tutelle de Lev Landau, futur prix Nobel de physique. Devenir étudiant de Landau est loin d'être évident, cela demande de passer des examens spécifiques, que Alekseï Abrikossov réussit en 1947. Il intègre alors la « Landau School », qui est l'un des clubs de physique théorique les plus célèbres au monde. La thèse d'Alekseï Abrikossov porte sur l'étude de la diffusion thermique dans les plasmas et est en lien direct avec les recherches soviétiques sur la bombe nucléaire. Il la défend avec succès en 1951. 
Si le fait que sa mère est juive pose au départ problème, le KGB finit par accepter, en 1952, la proposition de Landau pour qu'Alekseï Abrikossov rejoigne l'institut Kapitza pour les problèmes physiques, qui deviendra plus tard l’institut Landau de physique théorique. 

### Recherche sur la théorie quantique des champs
Entre 1953 et 1955, Alekseï Abrikossov apporte des résultats importants sur la théorie quantique des champs en collaboration avec Lev Landau et Isaak Khalatnikov. Ces études révèlent l'échec de la théorique quantique des champs de l'époque, et la question se pose de changer la description de l'interaction des particules. Ces résultats mènent au principe de renormalisation, notamment décrit par Nikolaï Bogolioubov et Dmitry Shirkov (en), ce dernier étant un étudiant contemporain d'Alekseï Abrikossov. 
Quelques années plus tard, Alekseï Abrikossov écrit, en collaboration avec Lev Gor’kov (en) et Igor Dzyaloshinskii (en), le livre Methods of quantum field theory in statistical physics (théorie quantique des champs en physique statistique). Cet ouvrage, publié en anglais en 1963 et dans une version en revisitée en 1975, est considéré comme l'un des livres de référence dans le domaine. 

### Recherche sur la supraconductivité
En 1957, Alekseï Abrikossov publie l'article The magnetic properties of superconducting alloys, qui est à la base de la physique et de la supraconductivité moderne. Sur base des travaux des Lev Landau et Vitaly Ginzburg et de la théorie phénoménologique dite de Ginzburg-Landau, il montre l'existence de deux catégories de supraconducteurs (types I et II). Cet article, particulièrement cité, est à la base de son prix Nobel obtenu en 2003 avec Ginzburg,. Les résultats sont basés sur des expériences menées entre 1951 et 1952 avec un collègue, Nikolay Zavaritskii. Abrikossov, qui n'était pas convaincu, n'aurait été convaincu qu'après avoir lu un article de Richard Feynman sur les troubillons quantiques dans l'hélium superfluide.
Avec Lev Gor’kov (en) et Isaak Khalatnikov, Abrikossov continue ses recherches et sur peu de temps publient de nombreux papiers sur la supraconductivité et notamment les impuretés magnétiques. Abrikosov et Gor'kov sont les premiers à constater que les impuretés magnétiques et les impuretés non magnétiques agissent différemment dans les supraconducteurs.

### Recherche sur les métaux, semimétaux et semiconducteurs
À partir de années 1960, toujours avec Gorkov, Abrikossov sa recherche porte plus vers la théorie des métaux normaux, des semimétaux et des semi-conducteurs. Il s'intéresse à l'effet Kondo (diffusion des électrons dans les métaux normaux par des impuretés magnétiques) et son travail mène à la découverte d'une résonance, désormais connue sous le nom de résonance d'Abrikosov-Suhl. Avec différents collaborateurs, ils publient des articles sur les semi-métaux. Il introduit notamment le concept d'isolant excitonique et ses travaux sont toujours pertinents et utilisés dans le cadre de la nanoélectronique, des isolants topologiques ou de la recherche autour du graphène.
En 1962 Lev Landau est fortement blessé lors d'un accident de voiture et ne peut plus exercer la physique. Quatre de ses proches collaborateurs et élèves, Abrikosov, Lev Gor’kov, Igor Dzyaloshinskii (en) et Isaak Khalatnikov décident de maintenir l'héritage de Landau et fondent l’institut Landau de physique théorique en 1965. La même année, il est nommé professeur titulaire, l'enseignement étant une passion. Il dirige alors le département sur la théorie des métaux, poste qu'il occupe jusqu'en 1988. 
De 1970 à 1972, il est conférencier à l'université d'État de Gorki (aujourd'hui l'Université d'État de Nijni Novgorod). De 1974 à 1976, il donne un cours sur la théorie des métaux à l'institut de physique et de technologie de Moscou. 
En 1976, il prend la tête du département de physique théorique à l’Institut de l’acier et des alliages de Moscou (MISiS (en)). Il y donne chaque année un cours sur la théorie des métaux et les supraconducteurs à de nombreux étudiants. Ce cours l'amène à publier en 1988 son livre Fundamentals of the theory of metals (principes fondamentaux de la théorie des métaux). Son département s'agrandit et étudie particulièrement la superconductivité. La politique de Mikhaïl Gorbatchev (Perestroïka) vis-à-vis de l'occident permet à Abrikossov d'avoir des collaborations avec des universités étrangères, notamment avec les États-Unis, l'Italie, les Pays-Bas, la Belgique, l'Allemagne ou encore la France. L'institut devient mondialement connu et est reconnu internationalement, notamment grâce au travail d'Abrikossov et des nombreux collaborateurs qu'il arrive à attirer.
De 1961 à la fin des années 1980, avec son ami et collègue Isaak Khalatnikov, il organise chaque année, à Odessa, un symposium sur la physique théorique, qui réunit de nombreux scientifiques soviétiques et permet des échanges très productifs. L'enseignement est véritablement une passion et de 1976 à 1991, il organise, chaque deux ans, des cours sur la physique des métaux à travers toute l'URSS.
En 1988, il est nommé directeur de l'Institut de physique des hautes pressions de l'Académie des sciences de l'URSS à Troitsk, près de Moscou. Le but de cette nomination est de relancer l'institut qui, bien que fondé en 1958 et reconnu au niveau international, manque d'une vision claire sur ses recherches et a besoin d'un nouveau souffle. 

### Départ vers les États-Unis
En 1991, l'Union Soviétique s'est effondré et Abrikossov décide de partir vers les États-Unis au laboratoire national d'Argonne, spécialisé dans la physique nucléaire. Il s'agit d'un « véritable coup de force » de la part du directeur du laboratoire, Michael R. Norman. Dès 1992, jusqu'en 2000, il prend la tête du groupe de théorie de la matière condensée. Durant ces années, Alekseï Abrikossov continue la recherche, crééant un « bourdonnement permanent de visiteurs » autour de lui. La supraconductivité à haute température reste son sujet de recherche principal, travaillant avec des expérimentateurs américains, notamment pour expliquer les singularités de Van Hove ou tentant de créer son propre modèle. Il s'oriente aussi vers la magnétorésistance linéaire, à la suite de découvertes expérimentales par des collègues, et élabore une théorie quantique sur le sujet, ce qui le renvoie à ses travaux précédents sur les semi-conducteurs. 
Aux États-Unis, il enseigne, notamment comme professeur adjoint à l'université de l'Illinois à Chicago et l'université de l'Utah. Il reçoit également une bourse du fonds Leverhulme (en) et enseigne à l'université de Loughborough au Royaume-Uni.

### Consécration et fin de vie
En 2000, âgé de 72 ans, il quitte son poste de chef de groupe mais continue à être très actif scientifique. 
En 2003, il est colauréat avec Vitaly Ginzburg et Anthony Leggett du prix Nobel de physique « pour des contributions pionnières à la théorie des supraconducteurs et des superfluides ».
Peu après son prix, il développe une dégénérescence maculaire liée à l'âge, ce qui ne l'empêche de venir au laboratoire d'Argonne jusqu'en 2016. Après cette date, il déménage en Californie avec sa femme pour rejoindre leur fille. Il y reste jusqu'à son décès le 29 mars 2017 à Palo Alto.

## Vie privée
Alekseï Abrikossov est un passionné de randonnée en montagne, sport qu'il pratiquait en groupe avec d'autres scientifiques de l'Union Soviétique et fort populaire à l'époque. En 1968, il réussit, grâce à sa réputation, à ce que le Parti communiste de l'Union soviétique accepte une ascension du Kilimandjaro. L'expédition est organisée par la Société géographique de l'URSS et est la première expédition soviétique sur cette montagne.
Il se marie trois fois: Tatyana, Annie et Svetlana. Il reste mariée avec cette dernière durant 40 ans. Il a deux fils de ses deux premiers mariages (Alexey, physicien, et Michel) ainsi qu'une belle-fille de son dernier mariage (Natalia).

## Prix et récompenses

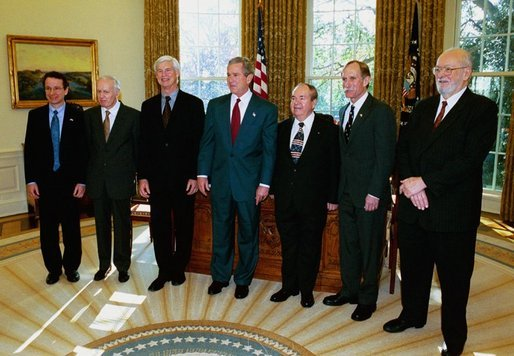
Le président américain George W. Bush avec six lauréats américains du prix Nobel, dont Alekseï Abrikossov.
De gauche à droite Roderick MacKinnon, Anthony Leggett, Robert Engle, Alekseï Abrikossov, Peter Agre et Paul Lauterbur.

Alekseï Abrikossov reçoit de nombreux prix durant sa carrière professionnelle, :
- 1966 : Prix Lénine
- 1972 : Prix en mémoire de Fritz London
- 1982 : Prix d'État de l'URSS
- 1989 : Prix Landau de l'Académie des sciences de l'URSS
- 1991 : Prix John Bardeen de Sony Corporation
- 2003 : Prix Nobel de physique, colauréat avec Vitaly Ginzburg et Anthony Leggett
- 2004 : Golden Plate Awards de l'American Academy of Achievement
- 2015 : Médaille d'or Vernadsky de l'Académie nationale des sciences d'Ukraine

Il également membre de nombreuses académies soviétiques :
- 1964 : Membre correspondant de l'Académie des sciences de l'URSS
- 1987 : Membre de l'Académie des sciences de l'URSS
- 1991 : Membre honoraire étranger de l'Académie américaine des arts et des sciences
- 2001 : Membre étranger de la Royal Society

Il reçoit de plus les titres suivants :
- 1976 : Docteur honoris causa de l'Université de Lausanne
- 2003 : Docteur honoris causa de l'université de Bordeaux

### Articles scientifiques
- A. A. Abrikosov, « The magnetic properties of superconducting alloys », Journal of Physics and Chemistry of Solids, vol. 2, no 3,‎ 1er janvier 1957, p. 199–208 (ISSN 0022-3697, DOI 10.1016/0022-3697(57)90083-5, lire en ligne, consulté le 11 mars 2025)

### Livres de référence
- A. A. Abrikosov, L. P. Gorkov et I. E. Dzyaloshinski, Methods Of Quantum Field Theory In Statistical Physics, 1963 (lire en ligne)
- A. A. Abrikosov, Introduction to the theory of normal metals, New York, Academic Press, 1972 (ISBN 978-0-12-607772-8, lire en ligne)
- A. A. Abrikosov, Fundamentals of the theory of metals, Amsterdam : North-Holland, 1988 (ISBN 978-0-444-87095-7, lire en ligne)